# Коринт (Кентаки)
Коринт (енгл. Corinth) град је у америчкој савезној држави Кентаки.

## Демографија
По попису из 2010. године број становника је 232, што је 51 (28,2%) становника више него 2000. године.
| Група             | 2000.       | 2010.       |
| Белци             | 180 (99,4%) | 220 (94,8%) |
| Афроамериканци    | 1 (0,6%)    | 2 (0,9%)    |
| Азијати           | 0 (0,0%)    | 0 (0,0%)    |
| Хиспаноамериканци | 0 (0,0%)    | 5 (2,2%)    |
| Укупно            | 181         | 232         |